# Eremopterix griseus
La terrera coronigrís (Eremopterix griseus) es una especie de ave paseriforme de la familia Alaudidae propia del subcontinente indio. Suele encontrarse en las planicies abiertas y despejadas. Los machos presentan un patrón facial en blanco y negro muy contrastado, mientras que las hembras son de color tierra, con un aspecto similar a las hembras de gorrión. Durante la época de cría los machos son fácilmente detectables por sus silbidos que acompañan a sus exhibiciones de vuelo con picados ondulantes.

## Descripción

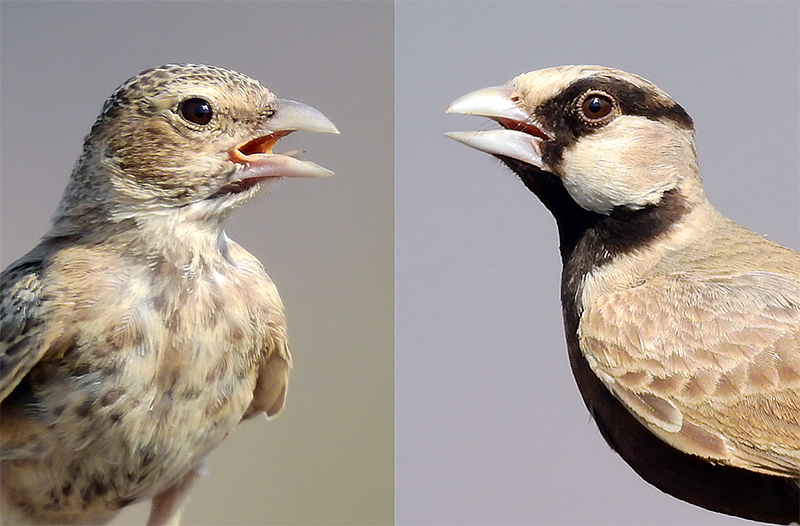
Hembra ♀ (izq.), Macho ♂ (dcha.).

La terrera coronigrís tiene el tamaño de un gorrión, pico similar a un pinzón y patas cortas. Suelen estar posadas en el suelo, y aunque a veces se posan en los cables, no se posan en los árboles o los arbustos. El macho es principalmente de tonos tierra en las partes superiores, pero es principalmente negro en las inferiores. Son negros su vientre, el centro de su pecho, su garganta y los laterales de su cuello. También tiene de color negro su lorum y sus largas listas superciliares, que se extienden hasta debajo del ojo. Su píleo es de color gris (aunque la base de estas plumas es oscuro), a diferencia del tono pardo oscuro o negro de la terrera negrita cuyas áreas de distribución se solapan parcialmente en las zonas áridas de India y Pakistán. La hembra es de tonos pardos claros, y es muy parecida a la hembra del gorrión común, aunque tiene las patas mucho más cortas, es de apariencia más corpulenta y tiene el cuello más corto.

## Taxonomía
La terrera coronigrís fue inicialmente clasificada en el género Alauda.
En la actualidad no se reconocen subespecies diferenciadas, pero se describieron un par de subespecies: ceylonensis (en Sri Lanka) y siccata (en Gujarat) que ahora se consideran variaciones clinales.

## Distribución y hábitat

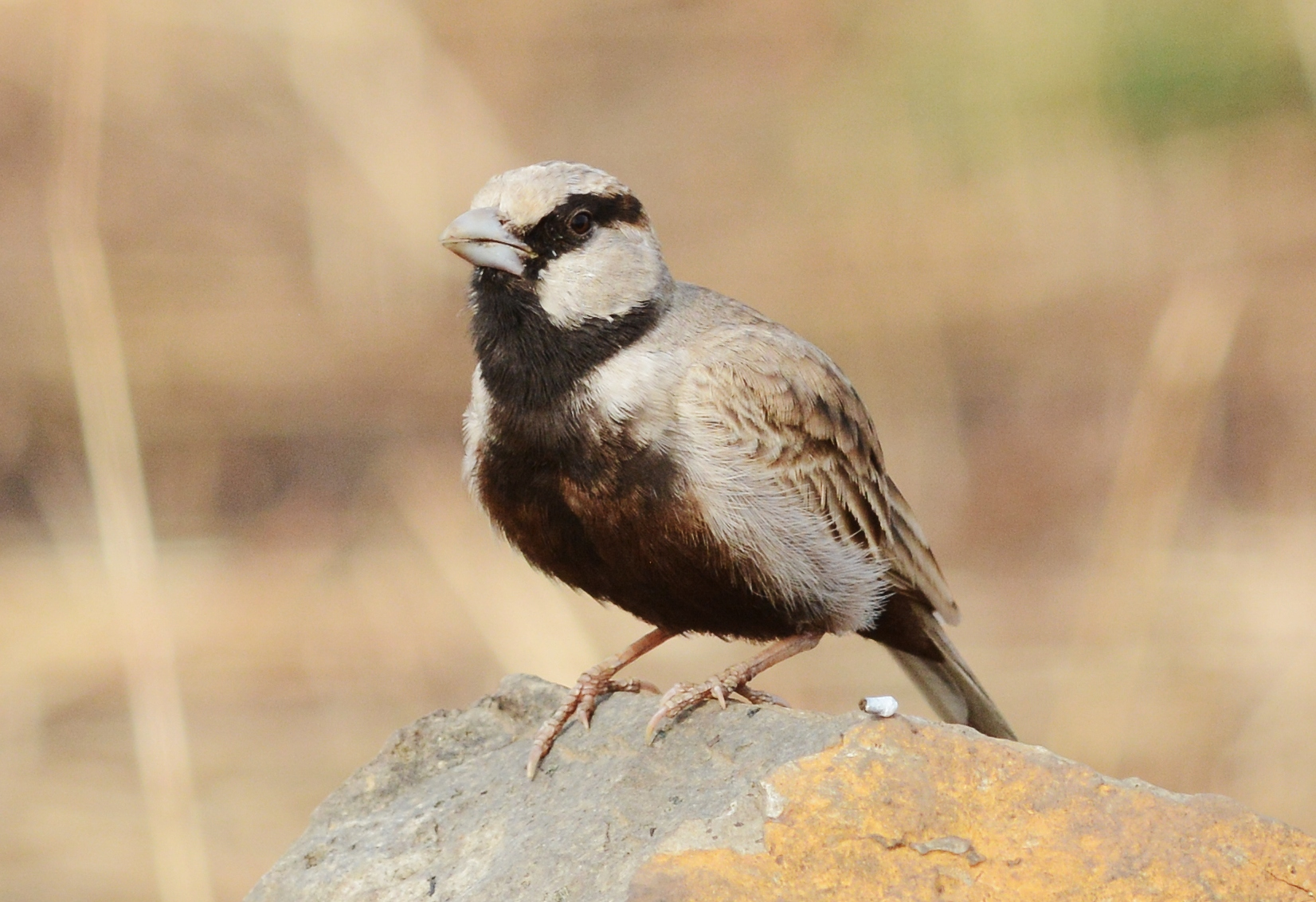
Macho.

Esta especie solo se encuentra en altitudes por debajo de los 1000 metros al sur del Himalaya y la isla de Ceilán, extendiéndose desde la cuenca del río Indo en el oeste hasta Assam en el este. Se encuentra en herbazales, zonas de matorral, riberas arenosas y llanuera de marea en la costa. Evita el interior de las zonas desérticas, un hábitat que es más propicio para la terrera negrita. Las dos especies se solapan parcialmente en su área de distribución, aunque raramente pueden verse juntas en el mismo emplazamiento. Durante la época de los monzones se retira de las regiones donde llueve mucho.

## Comportamiento y ecología

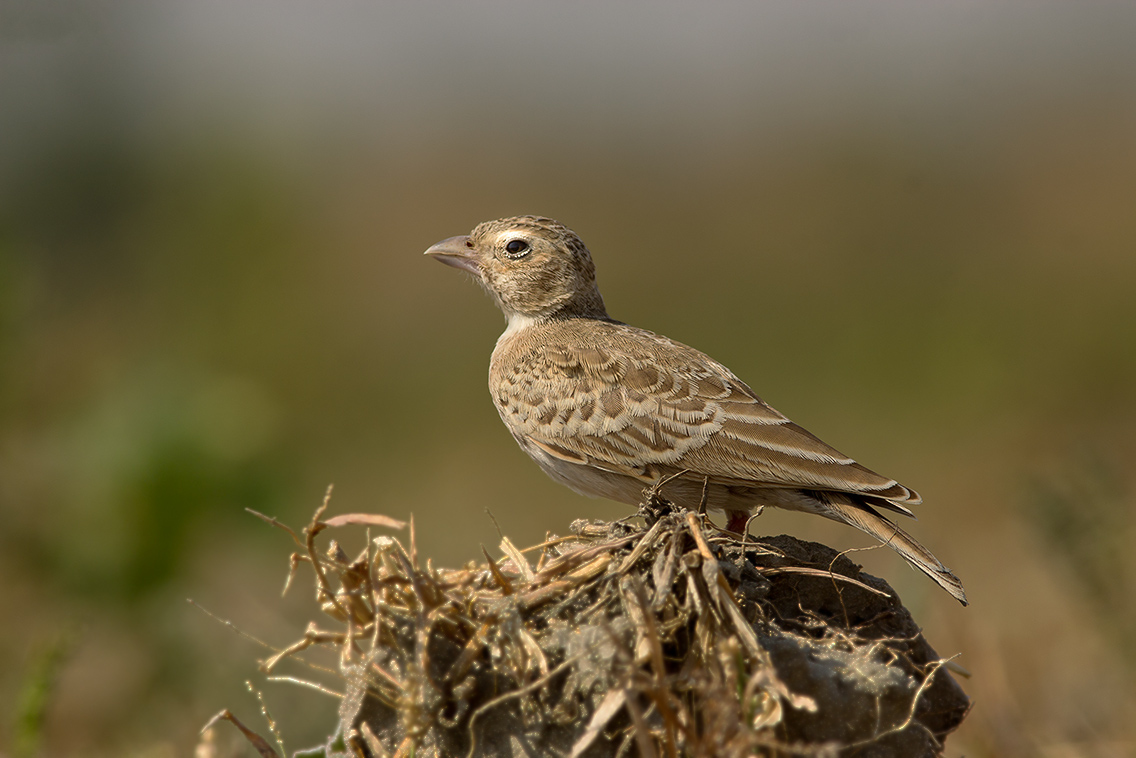
Hembra.

Esta especie suele encontrarse en parejas o en pequeños grupos, aunque forma bandadas más grandes en invierno. Se alimenta en el suelo de semillas e insectos. Cuando se asusta se queda agachada o emprende el vuelo. Suelen recolectar los granos caídos de los campos de cultivo. Por la noche duermen en el suelo, haciendo pequeños huecos en la tierra.

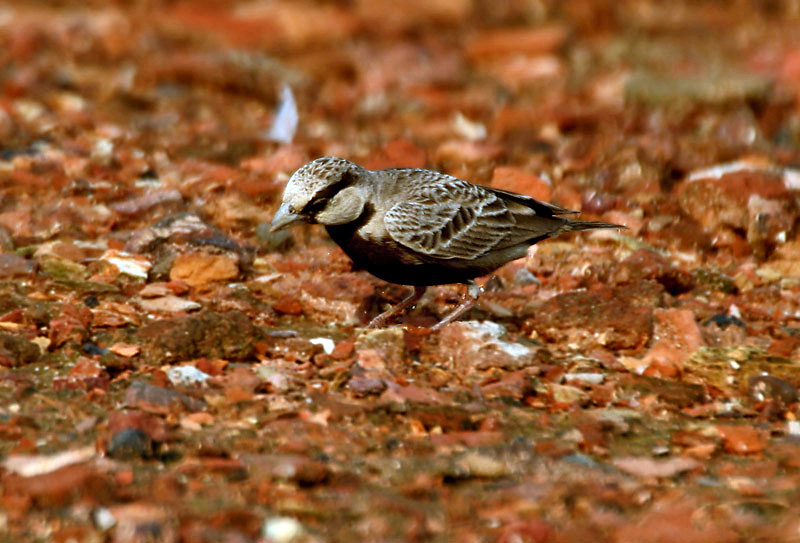
Macho (Narendrapur, India).

Su época de cría es irregular ya que se lleva a cabo en la época anterior a las lluvias, principalmente entre febrero y septiembre en el sur de la India y de mayo a junio en Sri Lanka. La exhibición de cortejo del macho consiste en acrobacias aéreas cantando, mientras se eleva emite trinos y después desciende con las alas parcialmente plegadas para terminar planeando. Este vuelo ondulado va acompañado de sibidos bajos en cada descenso y cuando asciende al punto máximo emite una nota brusca de tipo chilp. La exhibición termina con el macho aterrizando en tierra en un pequeño montículo, y repite la actuación unos pocos minutos después. El nido consiste en una pequeña depresión en el suelo bajo un matorral forrada con hierba o peloa mata de hierba y algunos guijarros alrededor. La puesta suele constar de dos o tres huevos. Tanto el macho como la hembre se encargan de la incubación. Los huevos eclosional a los 13 o 14 días, y ambos progenitores se alternan en alimentar a los polluelos, aunque la hembra es más activa en la tarea.